# Gokuleswor (Darchula)
Gokuleswor (nepalski: गोकुलेश्वर) – gaun wikas samiti w zachodniej części Nepalu w strefie Mahakali w dystrykcie Darchula. Według nepalskiego spisu powszechnego z 2001 roku liczył on 631 gospodarstw domowych i 3447 mieszkańców (1721 kobiet i 1726 mężczyzn).